# Васько Наталія Любомирівна
Ната́ля Любоми́рівна Васько́ (19 жовтня 1972, Червоноград) — українська акторка кіно, театру та телебачення, телеведуча. З 1999 по 2019 роки — провідна акторка Київського Молодого театру. Лавреатка національної кінопремії «Золота дзиґа» у номінації «Найкраща акторка другого плану» у фільмі «Гніздо горлиці» (2017). Членкиня Української кіноакадемії.

## Життєпис
Народилася 19 жовтня 1972 року в родині рядового шахтаря у місті Червоноград Львівської області. У шкільному віці займалася у театрі дитячої творчості «Казка», де грала широкий діапазон ролей, від принцес до потвори.
Після школи з другої спроби вступила до Київського театрального інституту ім. Карпенка-Карого, який закінчила 1994 року (курс Юлії Ткаченко). З 4-го курсу грала в Київському театрі драми і комедії.
Із 1999 по 2019 роки — провідна акторка Київського Молодого театру.
У 2008 році — ведуча шоу «Ранок з „Інтером“» на українському телеканалі «Інтер».

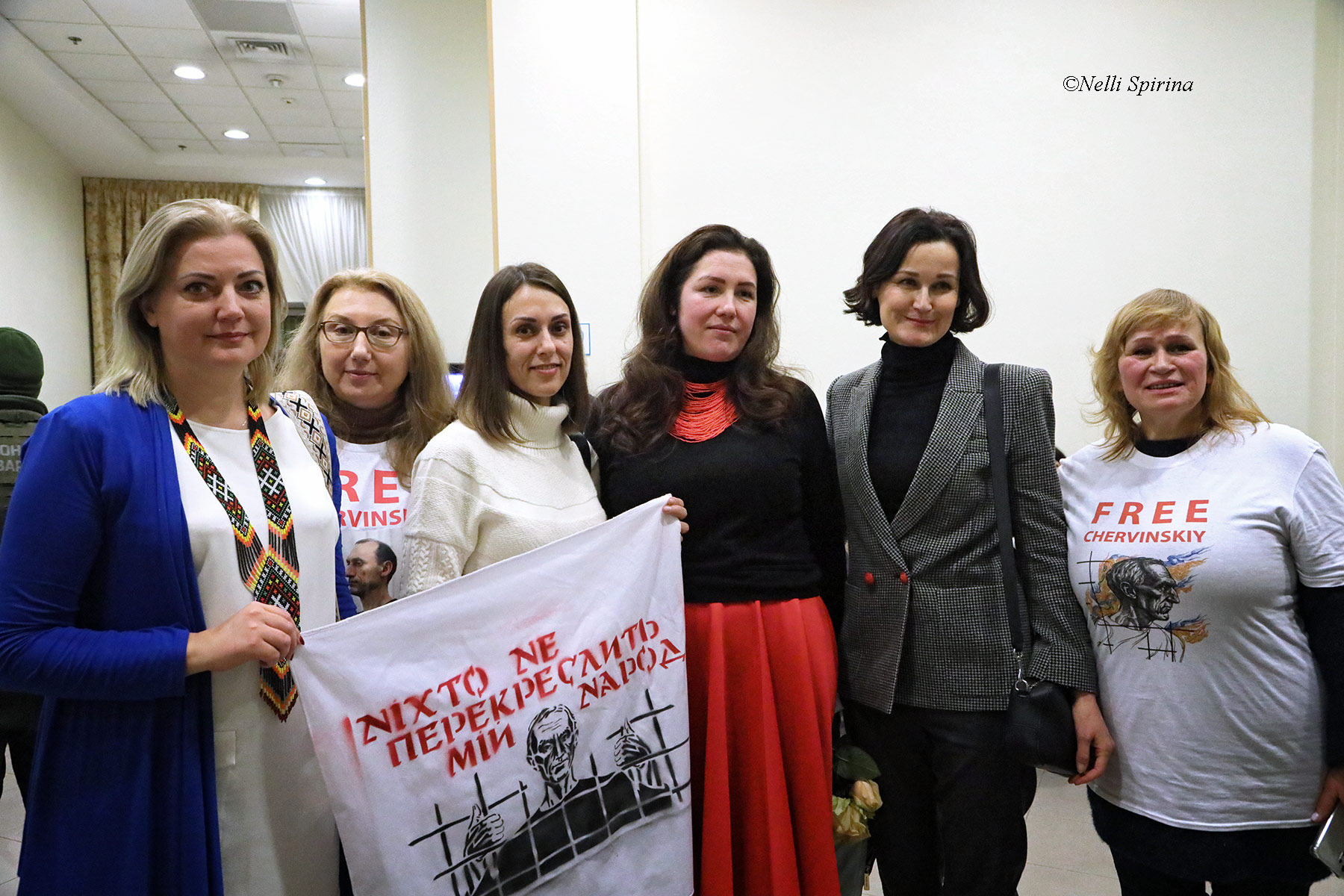
Наталья Васько, дружина та сестра полковника Червінского і його група підтримки в Апеляційному суді м. Києва 25.01.2024 року

На початку 2024 року долучилася до групи підтримки полковника Червінського.
Від першого шлюбу — виховує доньку Юлію (нар. 1996). 28 лютого 2022 року, під час військового вторгнення Росії в Україну Наталія Васько повінчалася із Андрієм Шестовим, з яким була разом попередні вісім років.

## Фільмографія

### Художні фільми
- 2014 — Креденс — Оленка
- 2016 — Гніздо горлиці — Галина, заробітчанка
- 2019 — Готель Едельвейс — відвідувачка готелю
- 2019 — Крути 1918 — мати Софії
- 2020 — Віддана — панянка
- 2020 — Толока — мати Марусі

### Телевізійні серіали
- 2003 — Дух землі — епізод
- 2004 — Любов сліпа — Лідія
- 2004 — Російські ліки — Нєвєрова
- 2005 — 2008 — Леся+Рома — Дарина
- 2009 — Все можливо — Маргарита Нікітіна
- 2009 — 2010 — Територія краси — Лариса
- 2013 — Пізнє каяття — Ольга Ілієску
- 2015 — Відьма — Калі
- 2016 — Село на мільйон — Тамара, сільська вчителька
- 2017 — Коли ми вдома. Нова історія — Софія Володимирівна
- 2018 — Папаньки — власниця салону
- 2019 — Доньки-матері — Наталя Ковалевич
- 2019 — Принцип насолоди — Ольга, патолог
- 2019 — Жіночий лікар — 4 — Олена Віталіївна Шишкіна
- 2019 — Як довго я на тебе чекала — дружина голови району
- 2019 — Хлопчик мій — Аліса Євгенівна Агеєва
- 2019 — Ніколи не буває пізно — Віолетта Євгенівна
- 2019 — Слідча Горчакова — Римма Іванівна
- 2019 — Слідча Горчакова 2 — Римма Іванівна
- 2019 — Та, що бачить завтра — Ельвіра
- 2019 — Таємне кохання — Катерина Бубнова (Буба)
- 2019 — 2020 — Кріпосна — Любов Василівна Макарова
- 2020 — Кришталева мрія — Клара
- 2020 — Доброволець — дружина Жилинського
- 2020 — Любов із ароматом кави — Ірина Геннадіївна
- 2020 — Сімейний портрет — Жанна
- 2021 — Мертві лілії — Ольга
- 2021 — Коли помре кохання
- 2023 — Молода

### Музичне відео

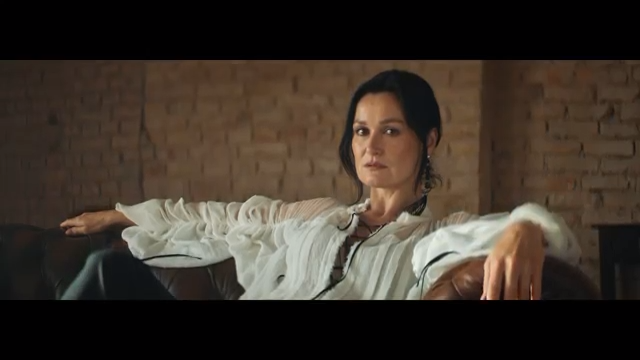
У кліпі «Перша Леді»

- 2019 — «Перша Леді» (Pianoбой feat. Аліна Паш), реж. Антоніна Ноябрьова[8]

## Театральні роботи
Київський академічний Молодий театр
- 1980 — «За двома зайцями[ru]» за однойменню п'єсою Михайла Старицького; реж. Віктор Шулаков — Наталка (введення у 2000 році)
- 1999 — «РЕхуВІлійЗОР» за Миколою Гоголєм та Пантелеймоном Кулішем; реж. Станіслав Мойсеєв — Пріся
- 2002 — «Хоровод любові» Артура Шніцлера; реж. Станіслав Мойсеєв — Молода пані
- 2003 — «Дядя Ваня» Антона Чехова; реж. Станіслав Мойсеєв — Олена Андріївна
- 2003 — «Ромео і Джульєтта» за трагедією Вільяма Шекспіра; реж. Ігор Тихомиров — Леді Капулетті
- 2004 — «Духів день» за Тодосем Осьмачкою; реж. Олександр Дзекун — Біліца
- 2004 — «Сім бажань Зербіно» В. Глейзера; реж. Микола Яремків — Фея
- 2005 — «Наймичка» за п'єсою Івана Карпенка-Карого; реж. Лариса Семирозуменко — Маруся
- 2006 — «Московіада» за однойменним романом Юрія Андруховича; реж. Станіслав Мойсеєв — Галя
- 2007 — «Четверта сестра» Януша Гловацького; реж. Станіслав Мойсеєв — Віра
- 2010 — «Навіжена співачка» Валентина Тарасова; реж. Ігор Тихомиров — Соло
- 2010 — «Талан» Михайла Старицького; реж. Микола Яремків — Марія Лучинська

Київський академічний театр драми і комедії на лівому березі Дніпра
- 1993 — «Чарівниця» за п'єсою «Безталанна» Івана Карпенка-Карого; реж. Дмитро Богомазов — Варка
- 1993 — «Каприз принцеси» С. Ципіна

Будинок офіцерів (м. Київ)
- 2009 — «Небезпечний поворот» Джона Бойтона Прістлі; реж. Ірина Зільберман — Фреда Кеплен

Київська консерваторія
- 2016 — «Готель Беверлі Гіллз»; реж. Ірина Зільберман — Ханна
- 2019 — «Вулкан пристрасті»; реж. Мирослав Гринишин

Театральне агентство «Те-Арт»
- 2019 — «Дівич-вечір» за романом «Прекрасні тіла» Лори Каннінгем; реж. Тихон Тихомиров — Марта
- 2020 — «Віддані дружини» Влади Ольховської; реж. Тетяна Губрій — Валерія

## Нагороди та номінації
| Нагороди й номінації | Нагороди й номінації | Нагороди й номінації                         | Нагороди й номінації | Нагороди й номінації |
| Рік                  | Премія               | Номінація                                    | Робота               | Результат            |
| -------------------- | -------------------- | -------------------------------------------- | -------------------- | -------------------- |
| 2011                 | Бронек               | Видатна сценічна робота                      | Талан                | Перемога             |
| 2017                 | Viva! Найкрасивіші   | Найкрасивіша жінка України                   |                      | Номінація            |
| 2017                 | Золота дзиґа         | Найкраща акторка другого плану               | Гніздо горлиці       | Перемога             |
| 2018                 | Viva! Найкрасивіші   | найкрасивіша жінка України                   |                      | Номінація            |
| 2019                 | Імперія краси        | Вагомий внесок в український кінотелепростір |                      | Перемога             |